# Менженін (Замбровський повіт)
Менженін (пол. Mężenin) — село в Польщі, у гміні Рутки Замбровського повіту Підляського воєводства.
Населення — 361 особа (2011).
У 1975-1998 роках село належало до Ломжинського воєводства.

## Демографія
Демографічна структура станом на 31 березня 2011 року:
|          | Загалом | Допрацездатний вік | Працездатний вік | Постпрацездатний вік |
| -------- | ------- | ------------------ | ---------------- | -------------------- |
| Чоловіки | 193     | 48                 | 124              | 21                   |
| Жінки    | 168     | 41                 | 89               | 38                   |
| Разом    | 361     | 89                 | 213              | 59                   |